# Richard Hanke-Rauschenbach
Richard Hanke-Rauschenbach (* 10. Februar 1978 in Leipzig) ist ein deutscher Energietechniker. Er hat seit 2014 die Professur für Elektrische Energiespeichersysteme am Institut für Energieversorgung und Hochspannung der Gottfried Wilhelm Leibniz Universität Hannover inne.

## Leben
Hanke-Rauschenbach studierte von 1997 bis 2001 Energietechnik an der Hochschule für Technik, Wirtschaft und Kultur Leipzig (FH). Nach seinem Abschluss war er von 2001 bis 2007 am Max-Planck-Institut für Dynamik komplexer technischer Systeme in Magdeburg in der Fachgruppe Physikalisch-Chemische Prozesstechnik tätig. Im Jahr 2007 schloss er seine Promotion an der Fakultät für Verfahrens- und Systemtechnik der Otto-von-Guericke-Universität Magdeburg ab. Seine Dissertation mit dem Titel Strukturierte Modellierung und nichtlineare Analyse von PEM-Brennstoffzellen wurde 2009 mit der Otto-Hahn-Medaille ausgezeichnet. Richard Hanke-Rauschenbach wurde zum 1. September 2014 berufen und lehrt „Grundlagen der Elektrotechnik für Maschinenbau“, „Brennstoffzellen und Wasserelektrolyse“, „Optimierung technischer Systeme“ sowie die beiden Speichervorlesungen „Elektrische Energiespeichersysteme“ und „Batteriespeichersysteme“ an der Leibniz Universität Hannover. Nebenbei führt er eine beeindruckende Instagram community an.